# Proprietarii de stele
Proprietarii de stele (2001) este un film dramatic de dragoste românesc. Este scris și regizat de Savel Stiopul.

## Distribuție
- Heliana Popa ca Ioana[1]
- Dan Bittman ca Edy
- Pierre Henri Deleau ca Ghica
- Monica Anghel ca Ema
- Ștefan Bănică jr. ca Paul
- Monica Ghiuță
- Monalisa Basarab ca Doamna de la recepție
- Costas Dumitrescu
- Șerban Georgevici ca Gigi
- Adriana Trandafir
- Dan Tudor